# Leyvachelys
Leyvachelys is een geslacht van uitgestorven schildpadden binnen de familie Sandownidae uit het Vroeg-Krijt (Laat-Aptien tot Vroeg-Albien) van de huidige Altiplano Cundiboyacense, Cordillera Oriental, Colombiaanse Andes. 

## Naamgeving
Het geslacht bestaat uit zijn typesoort Leyvachelys cipadi, in 2015 benoemd door de Colombiaanse paleontoloog Edwin Cadena. Fossielen van Leyvachelys zijn gevonden in de fossielhoudende Paja-formatie, dicht bij Villa de Leyva, Boyacá, waarnaar het geslacht is vernoemd.
Het holotype FCG-CBP-71 werd in 2009 gevonden op de Loma La Catalina, ten westen van Villa de Leyva, Colombia. Het fossiel werd ontdekt in een laag kalkhoudende kleisteen met overvloedige aanwezigheid van ijzerhoudende-kalkhoudende knollen en stenen. De sectie behoort tot het middensegment van de Pajaformatie genaamd de Arcillolitas abigarradas-afzetting en is gedateerd op basis van ammonieten als het Laat-Barremien tot het Vroeg-Aptien. 
De schildpad is de vroegst gemelde en meest volledige sandownide schildpad ter wereld en de eerste van deze familie die in Zuid-Amerika is ontdekt. De fossiele vondst bestaat uit een vrij complete schedel, een goed bewaarde onderkaak en postcrania met een bijna compleet pantser, drie halswervels, een rechteropperarmbeen en ravenbeksbeen, zowel als de dijbeenderen, scheenbeenderen, bekkengordel en twee staartwervels.
Fossielen van een schildpad gevonden in de dinosauriërrijke Glen Rose-formatie van Texas, in 2009 door Diana Vineyard benoemd als de soort Glenrosechelys brooksi, zijn in 2015 door Cadena toegewezen aan hetzelfde geslacht en typesoort. Het betreft de schedels SMU 75355, 72852, 74982, 74983, 75327 en FWMSH 93B-17. Vineyard gaf de naam in haar Master's Thesis zodat deze als nomen ex dissertatione niet geldig was.

### Etymologie
De geslachtsnaam is afgeleid van Villa de Leyva en chelys betekent 'zoetwaterschildpad' in het Grieks. De soortaanduiding cipadi verwijst naar het CIP; het Centro de Investigaciones Paleontológicas, het paleontologische onderzoekscentrum buiten Villa de Leyva.

## Beschrijving
De lengte van de schedel wordt geschat op 15,6 centimeter en de maximale grootte van het pantser is gemeld als achtentachtig bij honderdacht centimeter. Het pantser van Leyvachelys cipadi is het eerste complete ooit gevonden voor een sandownide.
Cadena stelde een aantal kenmerken vast waarin Leyvachelys zich onderscheidt van alle andere sandowniden. De snuit gevormd door de praemaxillae is duidelijk afgetekend met van onderen bezien een rechte voorrand. Er bevindt zich een ondiep en ovaalvormig venster op de beennaad  tussen de praemaxillae en de ploegschaarbeenderen waardoorheen de foramina praepalatina zichtbaar zijn. Over de volle lengte van het ploegschaarbeen bevindt zich een smalle trog. Het verhemeltebeen is naar buiten verbreed, het pterygoïde van zowel het bovenkaaksbeen als het jukbeen dringend. Het quadratojugale versmalt zich van zijn onderrand naar zijn bovenste contact met het postorbitale. Het bovenkaaksbeen en het postorbitale hebben een zeer lang raakvlak. Het jukbeen levert geen bijdrage aan het secundair verhemelte.

## Habitat

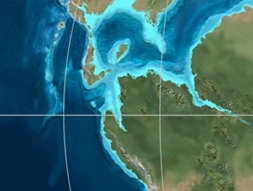
Het leefgebied

De Pajaformatie uit het Hauterivien tot Laat-Aptien is een van de rijkste fossielhoudende stratigrafische eenheden van Colombia, waar ook andere mariene reptielen worden gevonden. Pliosauroidea als Kronosaurus en Stenorhynchosaurus, ichthyosauriërs als Muiscasaurus en Platypterygius en een plesiosauriër die bekend staat als Callawayasaurus vertegenwoordigen de bekende mariene reptielenfaunaverzameling van de formatie. Van de Pajaformatie is in hetzelfde jaar als Leyvachelys, de oudste zeeschildpad ter wereld benoemd, Desmatochelys padillai. Het leefgebied van Leyvachelys wordt beschreven als de kustwateren, niet als de open zee zoals het geval is voor Desmatochelys. Bovendien werden veel verschillende ammonieten en schaaldieren beschreven uit de formatie. De morfologie van het pantser van Leyvachelys cipadi ondersteunt eerder veronderstelde habitataanpassingen voor sandowniden; in het bijzonder dat ze leefden in ondiepe mariene omgevingen op de kust tot nabij de kust, en dat hun algemene lichaamsbouw niet was ontworpen voor het leiden van een open mariene levensstijl. Ze deelden niettemin mogelijk niches met zeeschildpadden, zoals blijkt uit het voorkomen van protostegiden als Desmatochelys, uit dezelfde stratigrafische horizonten. Het overvloedige voorkomen van weekdieren, voornamelijk ammonieten, waarvan sommige bewaard zijn gebleven in verband met het pantser van Leyvachelys cipadi, veronderstellen een potentiële voedselbron voor zijn durofage dieetaanpassing die ook geleedpotigen zoals krabben zou kunnen omvatten.
Fossiele schildpadfragmenten, aanvankelijk en informeel beschreven als Glenrosechelys brooksi, gevonden in de gelijktijdige tot iets jongere Glen Rose-formatie van Texas, zijn toegewezen aan hetzelfde geslacht Leyvachelys. Beide voorkomens, in Texas (paleocoördinaten 30,0° N, 55,5° W) en Colombia (paleocoördinaten 3,6°N, 42,2° W), vertegenwoordigen de noordelijke en zuidelijke paleokustlijn van de proto-Caribische Zee uit het Vroeg-Krijt.